# Johann Wilhelm Schulten
Johann Wilhelm Schulten (o també John William Schulten) (1821–1875) fou un jugador d'escacs alemany-estatunidenc actiu a mitjans del segle xix.

## Resultats destacats en competició
Els 1840 i 1850, va viatjar molt per Europa i els Estats Units, per jugar contra alguns dels millors jugadors d'escacs del món — Adolf Anderssen, Alexandre Deschapelles, Daniel Harrwitz, Bernhard Horwitz, Lionel Kieseritzky, Paul Morphy, Gustav Neumann, Jules Arnous de Rivière, Eugène Rousseau, Pierre St. Amant, Charles Stanley, Von der Lasa, i Johannes Zukertort. Tot i que en general va perdre la majoria de les partides, el simple fet que arribés a jugar contra rivals d'aquesta categoria indica el seu alt nivell de joc. Per exemple, malgrat que va perdre els seus matxs contra Kieseritzky i Morphy, els va guanyar almenys una partida, una fita que estava a l'abast de molt pocs jugadors del moment.
Vet aquí la seva victòria contra Morphy a Nova York el 1857:

John William Schulten vs Paul Morphy, Nova York, 1857

1. e4 e5 2. f4 d5 3. exd5 e4 4. Cc3 Cf6 5. Ac4 c6 6. d3 Ab4 7. dxe4 Cxe4 8. Ad2 Axc3 9. Axc3 O-O 10. Dh5 Te8 11. O-O-O Cxc3 12. bxc3 Da5 13. Rb2 g6 14. Dh6 Ag4 15. Cf3 Axf3 16. gxf3 b5 17. f5 bxc4 18. f6 1-0.
Hi ha una variant d'obertura que duu el seu nom — la Defensa Schulten contra el gambit Evans: 1.e4 e5 2.Cf3 Cc6 3.Ac4 Ac5 4.b4 Axb4 5.c3 Aa5 6.d4 exd4 7.O-O b5.